# Stammliste der Herzöge von Teck
Stammliste der Herzöge von Teck mit den in der Wikipedia vertretenen Personen und wichtigen Zwischengliedern.
Die mangelhafte, oft fehlerhafte, Quellenlage betrifft den gesamten Zeitraum aller Familienzweige. Gesicherte Daten sind urkundlich genannt, Geburts- und Sterbedaten o. g. Zeiträume jedoch oft ungesichert und nach höchstmöglicher Wahrscheinlichkeit der oft abweichenden Datenquellen unter Vorbehalt zu betrachten. Es bleiben genealogische Details, sogar die Zuordnung von Mitgliedern des Hauses, ungeklärt.

## Die Herzöge von Teck aus dem Haus Zähringen
A1. Adalbert I. (Alberus), Herr zu Bursteck (1152), Herzog von Teck (1187), (* um 1135; † nach 1195); ⚭ () N.N. –– Vorfahren siehe Stammliste der Zähringer
B1. Adalbert II., Herzog von Teck (1215), († vor 8. September 1219); ⚭ () N.N.
C1. Konrad I., Herzog von Teck, am Hofe König Heinrich VII. (1231–1233), Stifter des Nonnenklosters zu Kirchheim unter Teck (1235), urkundlich 1214, (* um 1195; † 1244/49); ⚭ () N.N. von Henneberg, Tochter von Graf Poppo VII. von Henneberg (vor 1202–1245) und Jutta von Thüringen (um 1183–1235)
D1. Tochter; ⚭ (Dispens 13. Dezember 1244) Graf Otto von Eberstein
D2. Ludwig I., Herzog von Teck, „der Ältere“ (1276), († 1283; ▭ 24. Dezember 1283 in der Klosterkirche zu Kirchheim); ⚭ () N.N.
E1. Ludwig II., Herzog von Teck, „der Jüngere“ (1273), (* um 1255; † 1. Mai 1280/20. Juli 1282); ⚭ () Luitgard von Burgau (* vor 1260; † vor 13. Mai 1295); ⚭ II: () Graf Konrad II. von Grüningen-Landau, (* vor 1267; † kurz nach 24. Februar 1300), Sohn von Graf Hartmann I. von Grüningen (vor 1225–1274/75) und Hedwig von Veringen (–nach 23. Februar 1315), Tochter von Markgraf Heinrich IV. von Burgau (–1293) und Adelheid von Albeck (–)
F1. Adelheid, († vor 17. Februar 1342; ▭ in Urspring); ⚭ () Graf Konrad von Berg-Schelklingen (1310–), († 21. April 1346; ▭ in Urspring), Sohn von Graf Ulrich III. von Berg-Schelklingen (–1319) und Luitgard von Calw (–)
E2. Hermann I., Herzog von Teck (1282), „der Ältere“ (1300), „der Alte“ (1303), Herr zu 1/2 Teck, 1/2 Kirchheim (1303), urkundlich 1279, (* um 1260; † 20. Dezember 1313/17. April 1314); ⚭ () Beatrix von Grüningen, (* um 1265; † nach 1302), Tochter von Graf Hartmann II. von Grüningen († 1280) und N.N. von Eberstein († nach 1304)
F1. Ludwig IV., Herzog von Teck, Statthalter zu Monza (1329), Kaiserlicher Hofrichter zu München (1337–1347), Schenk zu St. Gallen (1343), urkundlich 1299 bis 1347, (* um 1282; † vor 1352); ⚭ () N.N., Witwe (1352)
F2. Hermann II., Herzog von Teck-Oberndorf (1314), urkundlich 1300, (* um 1282/1283; † nach 10. Juni 1319); ⚭ ((1313)) (Gräfin Willibirgis von Tübingen, (* um 1291; † nach 1320), Tochter von Graf Gottfried I. von Tübingen-Böblingen (–1316) und Gräfin Elisabeth von Fürstenberg (–nach 1319))
G1. Hermann III., Herzog von Teck (1334), Herr zu Oberndorf und Schiltach (1342), Vogt von Alpirsbach (1347–1363), Oberster Schenk des Klosters St. Gallen (1361), nennt 1352 Graf Johann I. von Fürstenberg seinen Vetter, (* um 1310; † 1./11. Mai 1361; ▭ in Oberndorf); ⚭ (nach 18. Januar 1352) Anna von Signau, (* um 1310/1320; † nach 29. November 1368), (⚭ I: ((1330)) Graf Konrad II. von Freiburg, (* vor 1316; † 10. Juli 1350 in Freiburg im Breisgau), Sohn von Egino II. von Freiburg (vor 1263–nach 1317) und Katharine von Lichtenberg (–)), Tochter von Ritter Ulrich von Signau (–nach 1362) und Anastasia von Buchegg (–nach 1362)
G2. Agnes, (* um 1310; † nach 1352); ⚭ (vor 4. Januar 1345) Truchsess Eberhard III. von Waldburg, (* (1338); † 5. Mai 1361/14. März 1362), Sohn von Truchsess Johann I. von Waldburg ((1291)–1338/1339) und Klara von Neuffen (–1339)
G3. Beatrix, urkundlich 1363 bis 1365, (* um 1310; † nach 1365); ⚭ () Herzog Reinhold von Urslingen, urkundlich 1337 bis 1365, (* um 1307; † vor 1370), Sohn von Herzog Konrad Guiskard von Urslingen und Spoleto (–vor 1279) und Agnes von Teck (um 1235–)
F3. Ludwig V. (Lutzmann), Oheim der Grafen Heinrich und Gottfried von Tübingen (1329), Vogt von Oberndorf (1331), urkundlich 1301, (* um 1285; † 2. Juni 1332/18. Januar 1334); ⚭ (vor 22. April 1315) Elisabeth von Frohburg-Zofingen, urkundlich 1306 bis 1327, (* vor 1291; † nach 23. Juni 1327), (⚭ I: (Dispens 4° 21. Mai 1302) Graf Hermann IV. (III.) von Sulz (* vor 1264; † vor 10. September 1311), Sohn von Graf Alwig VI. von Sulz (–1240) und N.N. von Wartenberg (–)), Tochter von Graf Hartmann von Frohburg-Zofingen (–1281/1285) und Ita von Wolhusen (–nach 1299)
F4. Friedrich II., Herzog von Teck (1314), Vogt von Alpirsbach (1319), urkundlich 1301, (* um 1286; † 28. Juli/29. November 1342); ⚭ (vor 13. Juni 1336) Anna von Montfort-Tettnang, Tochter von Wilhelm II. von Montfort-Tettnang (vor 1290–(1352)) und Kunigunde von Rappoltstein (–nach 1315)
F5. Beatrix, Nonne im Kloster Rottenmünster (1313), († nach 1313)
E3. Agnes, (* um 1260; † 7. März 1296); ⚭ (Kontrakt 20. Juni 1282; vor 23. Oktober 1283) Konrad I. von Lichtenberg, urkundlich 1269 bis 1298, (* nach 1251; † 26. Februar 1294/vor 18. Januar 1305), Sohn von Heinrich II. von Lichtenberg (–1269) und Adelheid von Eberstein (vor 1251–1291)
D3. Konrad II. (Teck), Herzog von Teck (1270), „der Jüngere“ (1278), in Weinheim zum Römisch-Deutschen König gewählt - electus in regem (30. April 1292), (* um 1235; † 1./2. Mai 1292 in Frankfurt am Main; ▭ in der Marienkirche zu Owen); ⚭ I: (vor 1282) Uta von Zweibrücken, Erbin von Bretten, († vor 1290), Tochter von Simon I. von Zweibrücken und Eberstein (vor 1259–1281) und N.N. von Zavelstein (–1284); ⚭ II: (Dispens 1290) Adelheit von Burgau, als Witwe Nonne im Kloster Stetten, († nach 10. September 1310), Tochter von Markgraf Heinrich V. (III.) von Burgau (–nach 25. Januar 1283) und Agnes N.N. (–3. Februar 12??)
E1. [I] Simon I., minorenn (–1296), Herzog von Teck (1299), urkundlich bis 1315, (* um 1279; † 5. März 1316; ▭ in Owen); ⚭ (nach 1295) Gräfin Agnes von Helfenstein, als Witwe Herzogin von Heiningen,  († nach 7. August 1334), Tochter von Graf Ulrich VII. (III.) von Helfenstein (–nach 1315) und Gräfin Adelheid von Graisbach (–1276/1291)
F1. Konrad IV., minorenn (1321), Herzog von Teck (1332), Herr zur Feste Ambras und bayrischer Hauptmann in Oberbayern (1350), Pfandherr der Grafschaft Graisbach, Höchstädt, Rodenegg, Hauptmann in Tirol (1352), (* um 1309; † 5. September 1352, ermordet von Swigger von Gundelfingen in München; ▭ in Kirchheim); ⚭ () Agnes von Hohenberg († 5. Juni 1366), Tochter von Rudolf II. von Hohenberg-Rottenburg (–1335) und Gräfin Margarethe von Nassau-Hadamar (–1370)
F2. Simon II., minorenn (1321), Domherr zu Freising (1347), († 1352; ▭ Stams)
E2. [I] Konrad III., minorenn (1296), Herzog von Teck (1299), „der Jüngere“ (1303), urkundlich 1323, (* um 1280; † 4. Juli 1329)
E3. [I] Ludwig III., minorenn (1296–1299), Pastor zu Owen (1302–1312), Propst zu Boll (1315–1317), stiftet 1332 St. Peter zu Owen, (* um 1285; † 28. Januar 1334; ▭ in Owen); ⚭ (vor 2. Februar 1322) Margarete von Truhendingen (* um 1290; † 10. August 1348), Tochter von Graf Friedrich VI. (II.) von Truhendingen (vor 1253–1290) und Gräfin Agnes von Württemberg (vor 1264–1305), Margarete heiratete das 2. Mal ⚭ Baron Johannes von Steinegg 1334, gemeinsamer Sohn Freiherr Ambrosius von Steinegg * um 1342, er heiratete Anna von Veringen sie * 1339
F1. Friedrich III., Pfandherr der Grafschaft Graisbach (1352–1373), Pfandherr zu Höchstädt (1358), Pfandherr zu Oberndorf (1363), Herr zu 1/2 Mindelheim (1365), Herr in 1/2 Teck, 1/2 Kirchheim etc. (–1381), Reichsvogt zu Augsburg (1347), Vogt vom Stift Kempten (1351–1361), österreichischer Landvogt in Schwaben, Elsass, Sundgau, Thurgau und Aargau (1359), kaiserlicher Hofrichter (1367), Vogt von Alpirsbach (1371), urkundlich 1337 bis 1390, (* um 1325; † 28. September 1390; ▭ in Kirchheim); ⚭ (vor 17. März 1359) Anna von Helfenstein, Erbin von Falkenstein (–1390) und Faimingen (–1381), († 18. November 1392; ▭ in Kirchheim), Tochter von Graf Ulrich V. (VI.) von Helfenstein-Blaubeuren (–1361) und Beatrix von Schlüsselberg (–1355)
G1. Konrad V., Herzog von Teck, (* 5. Mai 1361; ⚔ 9. Juli 1386 in der Schlacht bei Sempach; ▭ in der Kirche der Minoritenbrüder Corpus Domini, Ferrara); ⚭ (14. Juni 1377 in Ferrara) Viridis d´Este (* 27. April 1354; † 20. August 1400), Tochter von Markgraf Aldobrandino III. d’Este, Marchese di Modena, (1335–1361) und Beatrix Da Camino (–1388)
H1. Sohn/Tochter, († vor 1422)
G2. Beatrix, (* um 1362; † nach 22. Juni 1422); ⚭ (vor 25. August 1367) Friedrich II. von Heideck (* um 1350/1355; † 9. Mai 1423), (⚭ II: () Wilburg von Schwarzburg, († nach 1426), Tochter von Heinrich XI. (XV.) von Schwarzburg (–1402) und Anna von Plauen (um 1354–nach 1412)), Sohn von Friedrich I. von Heideck (–1374) und Gräfin Adelheid von Henneberg-Aschach (–1369)
G3. Margarete, urkundlich 1422, (* um 1363; † nach 24. Juli 1422); ⚭ (vor 24. September 1397) Graf Friedrich III. von Ortenburg († 29. März 1420; ▭ in Ortenburg), Sohn von Graf Otto IV. von Ortenburg (–1374/1376) und Anna von Cilli (–)
G4. Guta (Uta), (* um 1364; † nach 10. Januar 1409); ⚭ (vor 29. Januar 1391) Graf Johann I. von Wertheim (* vor 1330; † 23. Juni 1407 auf Burg Wertheim), (⚭ I: () Margareta von Rieneck, (* vor 1354; † 16. Januar 1390), Tochter von Gerhard V. von Rieneck (1331/1334–1381) und Ymagina von Bickenbach (1329–1367)), Sohn von Eberhard I. (III.) von Wertheim (1310–1373) und Katharina von Zollern-Nürnberg (1323–1373)
G5. Agnes, († vor 23. April 1388; ▭ in der Augustinerkirche, Mindelheim); ⚭ ((1370)) Graf Heinrich VII. von Werdenberg († 26. Januar 1397 in Feldkirch; ▭ in Vaduz), Sohn von Eberhard I. von Werdenberg-Schmalnegg (–(1383)) und Sophie von Diersberg (und Geroldseck) (vor 1350–1377/1391)
G6. Friedrich IV., Herzog von Teck (1391), urkundlich  1387, († 4. August 1411); ⚭ () N.N. von Urslingen, Tochter von Herzog Konrad von Urslingen (–) und Verena von Krenkingen (–)
G7. Georg, Doctor theologiae, Augustinerprior zu Mindelheim, urkundlich 1390 bis 1391, (* um 1370; † 24. Juli 1422; ▭ in der Augustinerkirche, Mindelheim)
G8. Irmela, (* um 1370/1375; † vor 24. Juli 1422); ⚭ (vor 25. März 1390) Veit von Rechberg († 1416), Sohn von Albrecht III. von Rechberg (–1403/1408) und Barbara von Erbach (–)
G9. Simon (III.), († jung)
G10. Simon (IV.), († jung)
G11. Elisabeth, († jung)
G12. Ulrich I., Herzog von Teck (1391), kgl. Oberster Hauptmann in Italien, Stifter von St. Stephan zu Mindelheim (1409), urkundlich 1390, († 7. August 1432; ▭ in der St. Stephan Kirche, Mindelheim); ⚭ I: (vor 16. September 1394) Prinzessin Anna von Polen, Pfandherrin von Ehingen, Schelklingen und Berg (1396), (* 1366; † 9. Juni 1422; ▭ in der St. Stephan Kirche, Mindelheim), (⚭ I: () Graf Wilhelm von Cilli (* 1361/1362; † 19. September 1392), Sohn von Ulrich I. von Cilli ((1331)–1368) und Adelheid von Ortenburg (–(1391))), Tochter von König Kasimir der Große (1310–1370) und Krystyna N.N. (–); ⚭ II: (vor 16. April 1426) Markgräfin Ursula von Baden (* 25. Oktober 1409; † 24. März 1429; ▭ in der St. Stephan Kirche, Mindelheim), (⚭ I: () Graf Gottfried IX. von Ziegenhain († 9. März 1425), Sohn von Gottfried VIII. (IX) von Ziegenhain (–) und Agnes von Braunschweig-Göttingen (–)), Tochter von Markgraf Bernhard I. von Baden (1364–1431) und Anna von Oettingen (1380–1436); ⚭ III: (20. März 1430) Agnes von Thierstein, († 1470), (⚭ I: (vor 30. März 1433) Hugo von Rechberg († (13. März/19. April) 1468), Sohn von Albrecht von Rechberg (–1426) und Margarethe von Werdenberg-Sargans (–1422/1451)), Tochter von Graf Johann II. von Thierstein (–1455) und Gertrud von Wineck (–1445)
G13. Ludwig IV. (VI.), minorenn (1390), Herzog von Teck (1401–1411), Patriarch von Aquileia (1412–1420, vertrieben), († 19. August 1439 in Basel, an der Pest)
→ Familie erloschen (ultimus familiae) - Der Herzogstitel fiel 1495 an das Haus Württemberg. Im 19. Jahrhundert wurde der Titel dann wiederum an eine unebenbürtige Seitenlinie dieses Hauses vergeben.
F2. 3 Töchter/2 Söhne, († jung)
F3. Irmgard, urkundlich 1360, († vor 13. Dezember 1363); ⚭ () Graf Eberhard VI. (III.) von Nellenburg († 10. März 1371), Sohn von Graf Eberhard V. (II.) von Nellenburg, Landgraf im Hegau und Madach (–nach 1363) und N.N. (–)
F4. Uta, Nonne (1333), Äbtissin im Kloster Zimmern (1358–1373), urkundlich 1333 bis 1373
F5. Agnes, (* um 1320/1330; † vor 26. September 1384); ⚭ (vor 27. November 1336) Graf Wilhelm I. von Kirchberg († 10. August 1366), Sohn von Graf Bruno II. von Kirchberg (–nach 1356) und Luitgard von Aichelberg (–nach 1356)
E4. [I] Tochter, urkundlich 1300
E5. [I] Friedrich I., minorenn (1296–1299), Herzog von Teck (1299), († 1300/10. Februar 1303)
D4. Anna (* um 1240); ⚭ () Diepold, Graf von Merkenberg (1247–1254), Graf von Aichelberg (1259), urkundlich 1247 bis 1268, († vor 7. März 1270)
D5. Agnes (* um 1235), urkundlich 1258 bis 1261; ⚭ () Herzog Konrad Guiskard von Urslingen und Spoleto (1227–1267), († vor 1279), Sohn von Herzog Konrad von Spoleto (–) und N.N. (–)
D6. Berchtold, Domherr zu Würzburg (1263), Propst von St. Gumbertus zu Ansbach, († vor 26. Juni 1271)
C2. Berthold I. von Teck, Domkämmerer (1216–1223), Archidiakon (1218), Bischof von Straßburg (1223–1244), (* um 1200; † 9. Oktober 1244; ▭ in der St. Andreaskapelle im Straßburger Münster)
C3. Heinrich, Domkustos zu Würzburg (1219)
C4. Söhne, urkundlich 1215
B1. Agatha, (▭ in Kaisheim); ⚭ () Graf Diepold von Lechsgemünd, Graf von Lechsgemünd (1150), urkundlich 1149 bis 1189, († 11. Juli 1192; ▭ in Kaisheim), Sohn von Graf Volkrat von Lechsgemünd (–vor 1160) und Markgräfin Liutgard von Vohburg (–25. September 11??)
Zuordnung unsicher:
Agnes von Teck, († 20. Mai 13??; ▭ in Königsfelden); ⚭ () Gottfried II., Landgraf im Klettgau bis 1365, Graf von Alt-Rapperswil, (* um 1326 † 10. Juli 1375), (⚭ II: () Elisabeth von Ochsenstein), Sohn von Graf Johann I. von Habsburg-Laufenburg (1297–1337) und Agnes von Werd (–1352)

## ADB/NDB
1. ↑  Franz von Krones: Ludwig, Patriarch von Aquileja. In: Allgemeine Deutsche Biographie (ADB). Band 19, Duncker & Humblot, Leipzig 1884, S. 483–485.
2. ↑  Ludwig Spach: Bertold von Teck. In: Allgemeine Deutsche Biographie (ADB). Band 2, Duncker & Humblot, Leipzig 1875, S. 528 f.

1. ↑  Heinrich Schmidinger: Ludwig Herzog von Teck. In: Neue Deutsche Biographie (NDB). Band 15, Duncker & Humblot, Berlin 1987, ISBN 3-428-00196-6, S. 348 f. (Digitalisat).
2. ↑  Manfred Krebs: Berthold I. von Teck. In: Neue Deutsche Biographie (NDB). Band 2, Duncker & Humblot, Berlin 1955, ISBN 3-428-00183-4, S. 158 (Digitalisat).